# Vindex
Vindex (łac. obrońca, mściciel) – w prawie rzymskim swoisty rodzaj poręczyciela. Osoba interweniująca w interesie dłużnika. 
W procesie legisakcyjnym typu legis actio per manus iniectionem vindex był osobą interweniującą w interesie egzekwowanego dłużnika. W postępowaniu tym wierzyciel dokonywał aktu "położenia ręki" na dłużniku (manus iniectio), mający symbolizować objęcie go we władzę. Aktu "odtrącenia ręki" mógł dokonać jedynie vindex, który kwestionował zasadność egzekucji i uwalniał dłużnika od odpowiedzialności. Jednocześnie sam brał na siebie odpowiedzialność w podwójnej wysokości jeżeli interwencja okazała się bezpodstawna. Z tego powodu, w postępowaniu legisakcyjnym funkcję vindexa mogła spełniać tylko osoba nie gorzej sytuowana od dłużnika.
Pojawienie się vindexa było również przewidziane w pierwszej fazie procesu formułkowego in iure. W postępowaniu tym powód miał prawo doprowadzić opierającego się pozwanego przed sąd siłą. Uchronić go przed tym mogła jedynie osoba vindexa, który gwarantował stawienie się przed sądem w terminie późniejszym. Vindex w procesie formułkowym ponosił analogiczne konsekwencje bezmyślnej interwencji jak w przypadku postępowania legisakcyjnego.